# 554 до н. е.

## Події
- Падіння тиранії Філаріса в Акраганті, Велика Греція.
- Мешканці Фокеї заснували колонію Аміс на південному узбережжі Чорного моря.

### Астрономічні явища
- 18 березня. Кільцеподібне сонячне затемнення.[1]
- 12 вересня. Кільцеподібне сонячне затемнення.[1]